# Lý Chí (nhạc sĩ)
Lý Chí (chữ Hán giản thể: 李志, sinh ngày 13 tháng 11 năm 1978) là một nam ca sĩ đến từ Trung Quốc. Anh là người đại diện cho nền âm nhạc ballad đương đại của Trung Quốc, hầu hết các tác phầm của anh đều có sự ảnh hưởng đến giới nhạc ballad Trung Quốc. Vào ngày 12 tháng 4 năm 2019, Lý Chí đã tạm dừng hoạt động, các tác phẩm âm nhạc của anh đều bị xóa khỏi các nền tảng trực tuyến tại Trung Quốc, theo sau đó là tài khoản Weibo cá nhân và các tài khoản mạng xã hội của anh. Đến giữa năm 2021, do thời gian dài không hoạt động, ban nhạc của Lý đã tạm thời giải tán.

## Sự nghiệp

### Đến với âm nhạc
Lý Chí sinh năm 1978 tại Giang Tô. Vào năm 1995, khi đang học cao trung, anh đã mua cây đàn guitar đầu tiên của mình và đi vào con đường âm nhạc. Năm 1997, Lý trúng tuyển vào Đại học Đông Nam ở Nam Kinh.
Năm 1998, Lý Chí bắt đầu sáng tác. Mùa hè năm 1999, anh bỏ học tại Đại học Đông Nam và chuyển đến Bắc Kinh. Tuy nhiên, do không thích nghi được môi trường ở Bắc Kinh nên anh đã sớm trở lại Nam Kinh. Những năm sau đó, Lý đã đi làm nhiều  công việc như ca sĩ quán bar, giáo viên dạy guitar dòng nhạc ballad và nhân viên cửa hàng nhạc cụ ở Nam Kinh.

### Nghệ sĩ nhạc indie
Từ năm 2004 đến năm 2006, Lý đã sản xuất ba album solo dòng nhạc lo-fi. Trong đó, hai album đầu tiên được phát hành bởi Pocket Records. 
Tháng 12 năm 2004, album đầu tiên của Lý mang tên "被禁忌的遊戲" (Trò chơi bị cấm) được phát hành với 9 bài hát. Tháng 12 năm 2005, Lý Chí phát hành album "梵高先生" (Mr. Van Gogh) với 8 bài hát có trong đó. Tháng 11 năm 2006, album thứ ba có tên "这个世界会好吗" (Liệu thế giới này sẽ ổn chứ) đã được anh phát hành, với 8 bài hát.
Năm 2007, Lý Chí tổ chức một chuyến lưu diễn trên toàn quốc mang tên "将进酒" (Tương tiến tửu). Tháng 11 cùng năm, Lý chuyển đến Thành Đô, ở đây anh làm nghệ sĩ tại một quán bar.
Vào ngày 14 tháng 3 năm 2009, ban nhạc của anh đã tổ chức một buổi biểu diễn đặc biệt "告别成都" (Tạm biệt Thành Đô) tại quán bar ở Thành Đô để quay trở lại Nam Kinh. Tháng 9 cùng năm, Lý đã phát hành album thứ tư "我爱南京" (Tôi yêu Nam Kinh), với 13 ca khúc có trong album. Ngày 16 tháng 10 cùng năm, anh đã bắt đầu chuyến lưu diễn "动物凶猛" (Động vật hung mãnh) với 34 buổi diễn và kéo dài 70 ngày. Cũng trong năm 2009, anh đã tham gia chương trình âm nhạc "乐来乐快乐" (Happy Music).
Tháng 6 năm 2010, đĩa đơn "梵高先生" (Mr. Van Gogh) của Lý Chí được góp mặt trong album tổng hợp "民谣在路上" (Ballad trên phố). Vào tháng 9 cùng năm, Lý đã phát hành album thứ năm "你好，郑州" (Xin chào, Trịnh Châu) bao gồm 10 ca khúc. Và anh cũng cho ra website chính thức cho phép tải xuống tất cả tài liệu âm thanh và hình ảnh miễn phí. Nhưng ngay sau đó, trang web này đã không thể truy cập được trong Trung Quốc Đại Lục.
Ngày 30 tháng 4 năm 2011, Lý đã tham gia "Liên hoan âm nhạc quốc tế Nam Kinh lần thứ hai" và "Lễ hội âm nhạc Hoa Điền 2011". Vào tháng 9 cùng năm, anh phát hành album solo thứ năm "F" với 8 bài nhạc trong đó.
Ngày 13 tháng 11 năm 2014, anh đã phát hành album solo thứ bảy "1701" bao gồm 8 bài hát có trong đó. Vào ngày 31 tháng 12, anh đã tham gia buổi hòa nhạc đêm giao thừa "i/O".
Vào ngày 19 tháng 1 năm 2015, album "1701" của Lý đã được đề cử cho giải Album ballad của năm tại "Giải thưởng âm nhạc Abilu lần thứ tư". Vào ngày 13 tháng 4 cùng năm, anh đã phát hành đĩa đơn "这个世界会好吗2015" (Liệu thế giới này sẽ ổn chứ 2015). Trong cùng năm, anh đã tổ chức chuyến lưu diễn toàn quốc “看见” (Nhìn xem).
Ngày 14 tháng 3 năm 2016, anh đã phát hành album kĩ thuật số bao gồm các bài hát trong buổi trình diễn  trực tiếp đêm giao thừa "动静" (Động tĩnh) bao gồm 11 ca khúc. Đến ngày 18 tháng 10 cùng năm, Lý đã phát hành album solo thứ tám "8", với 9 bài hát có trong đó. Ngày 20 tháng 11 cùng năm, anh phát hành album solo thứ chín của mình "在每一条伤心的应天大街上" (Trên mỗi con phố buồn Ưng Thiên), với sự góp mặt của 8 bài hát trong đó.
Ngày 6 tháng 7 năm 2017, Lý đã tham gia "Lễ hội cuộc sống giản đơn" tại Thượng Hải.
Vào năm 2018, do chương trình "明日之子" (The Coming One) liên tục vi phạm bản quyền nhạc của Lý, anh đã công khai lên tiếng chỉ trích công ty chủ quản của chương trình là Tencent trên nền tảng Sina Weibo. Vụ kiện bảo vệ quyền sở hữu đã được bắt đầu vào ngày 3 tháng 7 và kéo dài đến ngày 12 tháng 7. Lý Chí đã yêu cầu bồi thường 3 triệu nhân dân tệ cho hành vi vi phạm lần một và cố ý vi phạm lần hai của chương trình. Bài viết của Lý trên Weibo đã thu về được rất nhiều sự quan tâm. Tờ Southern Weekly cho rằng toàn bộ sự việc này chỉ là một nghệ thuật trình diễn được sắp xếp bởi Lý.
Ngày 23 tháng 10 năm 2018, Lý đã tuyên bố thiết lập quan hệ hợp tác với Maitian Music, một hãng thu âm trực thuộc Taihe Music Group.

### Bị chặn ở Trung Quốc
Ngày 22 tháng 2 năm 2019, nhóm của Lý đã đăng hình ảnh Lý Chí với vòng tay của bệnh viện và tuyên bố hủy 23 chuyến lưu diễn tại Tứ Xuyên. Ngày 3 tháng 4, sở văn hóa và du lịch tỉnh Tứ Xuyên thông báo rằng chuyến lưu diễn của một ca sĩ nổi tiếng đã bị tạm dừng do hành vi không đúng đắn của nam ca sĩ. Nhưng phía sở lại không công bố danh tính của người nổi tiếng đó là ai. Ngày 4 tháng 4, Lý Chí đã trả lời phỏng vấn của tờ Bắc Kinh Thanh niên Báo rằng chuyến lưu diễn của anh đã bị hủy vào cuối tháng 2 để anh có thể nhập viện phẫu thuật. Phía Cục quản lí tỉnh Tứ Xuyên đã trả lời rằng hành động của họ dựa trên những quy đinh về quản lý biểu diễn nghệ thuật. Họ tin rằng anh ấy không đủ điều kiện để có thể tham gia trình diễn tại Tứ Xuyên, nên họ đã tạm dừng chuyến lưu diễn của anh.
Vào ngày 12 tháng 4 năm 2019, Lý Chí đã bị chặn tại Trung Quốc do các cáo buộc về "hành vi không đúng đắn" của anh. Tất cả trang cá nhân của anh trên Sina Weibo, tài khoản WeChat công khai và trang nhạc sĩ của anh trên NetEase Cloud Music cùng với tất cả tác phẩm của anh đều bị xóa. Tên của Lý Chí cũng trở thành từ khóa bị cấm trên mạng xã hội Trung Quốc. Diễn đàn mang tên anh Lý Chí Bar cũng bị xóa trên Baidu Tieba.
Một số người trên các nền tảng mạng xã hội tại Trung Quốc Đại Lục cho rằng anh bị chặn vì "sử dụng chất cấm" hoặc "nghỉ do vấn đề sức khỏe", nhưng "hành vi không đúng đắn" của Lý thường được cho là ám chỉ việc anh sáng tác các bài hát tưởng nhớ sự kiện Thiên An Môn và một số bài hát chế diễu sự kiểm duyệt ngôn luận của chính phủ Trung Quốc.
Vì sự kiểm duyệt nghiêm ngặt của các nền tảng mạng xã hội tại Trung Quốc liên quan đến nghệ danh Lý Chí; nên khi hát lại các bài hát của Lý, mọi người thường sử dụng biệt danh của anh như là: "Anh Bức" hoặc "Lý tiên sinh công dân Nam Kinh".